# Lista de deputados estaduais de São Paulo da 9.ª legislatura
Esta é a lista de deputados estaduais de São Paulo para a legislatura 1979–1983.

## Composição das bancadas
| Partido | Líder              | Bancada | Posição  |
| ------- | ------------------ | ------- | -------- |
| MDB     | Flávio Bierrenbach | 53 / 79 | Oposição |
| ARENA   | Ricardo Izar       | 26 / 79 | Governo  |

## Deputados Estaduais
Estavam em jogo 79 vagas na Assembleia Legislativa de São Paulo.
| Número | Deputados estaduais eleitos | Partido | Votação | Percentual | Cidade onde nasceu     | Unidade federativa |
| 15367  | Nodeci Nogueira             | MDB     | 139.737 |            | São Paulo              | São Paulo          |
| 15753  | Robson Marinho              | MDB     | 75.767  |            | Belo Horizonte         | Minas Gerais       |
| 15915  | Manoel Oliveira Sala        | MDB     | 72.762  |            | São Paulo              | São Paulo          |
| 15165  | Eduardo Suplicy             | MDB     | 70.377  |            | São Paulo              | São Paulo          |
| 15933  | Marcos Cortes               | MDB     | 66.125  |            | Guarulhos              | São Paulo          |
| 11513  | Fausto Rocha                | ARENA   | 61.691  |            | São Paulo              | São Paulo          |
| 11246  | Nabi Abi Chedid             | ARENA   | 60.860  |            | Ramarith               | Líbano             |
| 15596  | Vanderlei Macris            | MDB     | 58.384  |            | Americana              | São Paulo          |
| 15401  | José Silveira Sampaio       | MDB     | 55.865  |            | Rio Claro              | São Paulo          |
| 11869  | Artur Alves Pinto           | ARENA   | 55.827  |            | São Paulo              | São Paulo          |
| 11618  | Wadih Helu                  | ARENA   | 54.332  |            | Tatuí                  | São Paulo          |
| 15892  | Antônio Rezk                | MDB     | 53.434  |            | Marília                | São Paulo          |
| 11531  | Antônio Salim Curiati       | ARENA   | 52.974  |            | Avaré                  | São Paulo          |
| 15468  | Fernando Morais             | MDB     | 49.607  |            | Mariana                | Minas Gerais       |
| 15507  | Franco Baruselli            | MDB     | 46.080  |            | Cerveno                | Itália             |
| 15428  | Reginaldo Valadão           | MDB     | 45.717  |            | Osasco                 | São Paulo          |
| 15523  | João Gilberto Sampaio       | MDB     | 45.332  |            | Jardinópolis           | São Paulo          |
| 11166  | Geraldo Menezes             | ARENA   | 42.682  |            | Ribeirão Preto         | São Paulo          |
| 11949  | Marcelino Machado           | ARENA   | 42.357  |            | Ribeirão Preto         | São Paulo          |
| 15650  | Sérgio Morinaga             | MDB     | 41.766  |            | Osvaldo Cruz           | São Paulo          |
| 11866  | Ademar de Barros Filho      | ARENA   | 41.587  |            | Olímpia                | São Paulo          |
| 15719  | Osmar Ribeiro Fonseca       | MDB     | 40.333  |            | Curaçá                 | Bahia              |
| 11760  | Fernando Zuppo              | ARENA   | 39.786  |            | Garça                  | São Paulo          |
| 11196  | Walter Leme Soares          | ARENA   | 39.688  |            | Presidente Prudente    | São Paulo          |
| 15481  | Roberto Purini              | MDB     | 39.581  |            | Poloni                 | São Paulo          |
| 11242  | Hélio Rosas                 | ARENA   | 39.264  |            | Pindamonhangaba        | São Paulo          |
| 15421  | Walter Mendes               | MDB     | 39.166  |            | Cesário Lange          | São Paulo          |
| 15969  | Mário Rocha                 | MDB     | 39.148  |            | Campinas               | São Paulo          |
| 11875  | Álvaro Fraga                | ARENA   | 39.024  |            | Dracena                | São Paulo          |
| 15839  | André Benassi               | MDB     | 37.608  |            | Jundiaí                | São Paulo          |
| 11907  | José Felício Castellano     | ARENA   | 37.495  |            | Rio Claro              | São Paulo          |
| 15593  | Luiz Carlos Santos          | MDB     | 37.291  |            | Araxá                  | Minas Gerais       |
| 15822  | Antônio Carlos Mesquita     | MDB     | 36.599  |            | Limeira                | São Paulo          |
| 15307  | José Storópoli              | MDB     | 36.344  |            | Guarulhos              | São Paulo          |
| 15526  | Edson Tomaz de Lima         | MDB     | 36.049  |            | São Paulo              | São Paulo          |
| 15336  | Flávio Bierrenbach          | MDB     | 35.432  |            | São Paulo              | São Paulo          |
| 11453  | Abrahim Dabus               | ARENA   | 34.854  |            | Avaré                  | São Paulo          |
| 11123  | Armando Pinheiro            | ARENA   | 34.827  |            | São Paulo              | São Paulo          |
| 15638  | Rubens Lara                 | MDB     | 34.591  |            | São Paulo              | São Paulo          |
| 11323  | Delfim Cerqueira Neves      | ARENA   | 34.181  |            | Tatuí                  | São Paulo          |
| 11641  | Jairo Ribeiro de Matos      | ARENA   | 33.982  |            | Piracicaba             | São Paulo          |
| 15530  | Benedito Ferreira de Campos | MDB     | 33.822  |            | Pilar do Sul           | São Paulo          |
| 15755  | Célio dos Santos            | MDB     | 33.478  |            | São Bernardo do Campo  | São Paulo          |
| 11109  | Ricardo Izar                | ARENA   | 33.440  |            | São Paulo              | São Paulo          |
| 15938  | Vicente Botta               | MDB     | 33.253  |            | São Carlos             | São Paulo          |
| 15183  | Ivan Espíndola de Ávila     | MDB     | 33.000  |            | Santos                 | São Paulo          |
| 15533  | José Eduardo Rodrigues      | MDB     | 32.957  |            | São José dos Campos    | São Paulo          |
| 15104  | Oscar Yazbek                | MDB     | 32.885  |            | Embu das Artes         | São Paulo          |
| 11132  | Archimedes Lammoglia        | ARENA   | 32.601  |            | Salto                  | São Paulo          |
| 11184  | Marco Antônio de Oliveira   | ARENA   | 32.576  |            | São Paulo              | São Paulo          |
| 15871  | Evandro Mesquita            | MDB     | 32.227  |            | Guarujá                | São Paulo          |
| 15752  | José Yunes                  | MDB     | 32.091  |            | São Paulo              | São Paulo          |
| 11844  | Fauze Carlos                | ARENA   | 31.687  |            | Catiguá                | São Paulo          |
| 15967  | Almir Pazzianotto           | MDB     | 30.737  |            | Capivari               | São Paulo          |
| 11233  | Renato Cordeiro             | ARENA   | 30.625  |            | Birigui                | São Paulo          |
| 15987  | Emílio Justo                | MDB     | 30.569  |            | Santos                 | São Paulo          |
| 15388  | Irma Passoni                | MDB     | 30.438  |            | Concórdia              | Santa Catarina     |
| 15203  | Wanderlei Simionato Doenha  | MDB     | 29.757  |            | São João da Boa Vista  | São Paulo          |
| 15862  | José Bustamante             | MDB     | 29.674  |            | São Paulo              | São Paulo          |
| 11228  | Sílvio Benito Martini       | ARENA   | 29.546  |            | Araraquara             | São Paulo          |
| 11110  | Januário Mantelli Neto      | ARENA   | 29.651  |            | São Paulo              | São Paulo          |
| 15722  | Geraldo Augusto Siqueira    | MDB     | 29.449  |            | São Paulo              | São Paulo          |
| 15833  | Mauro Bragato               | MDB     | 29.417  |            | Promissão              | São Paulo          |
| 15312  | Jihei Noda                  | MDB     | 28.986  |            | Saga                   | Japão              |
| 11248  | Waldemar Lopes Ferraz       | ARENA   | 28.196  |            | Olímpia                | São Paulo          |
| 11170  | Waldemar Chubaci            | ARENA   | 28.156  |            | Jaborandi              | São Paulo          |
| 11665  | Hatiro Shimomoto            | ARENA   | 27.953  |            | Katsuura               | Japão              |
| 15823  | João Batista Breda          | MDB     | 27.641  |            | Itapira                | São Paulo          |
| 15178  | Marco Aurélio Ribeiro       | MDB     | 26.775  |            | Sorocaba               | São Paulo          |
| 15727  | Luiz Máximo                 | MDB     | 26.565  |            | Jacareí                | São Paulo          |
| 15357  | Walter Auada                | MDB     | 26.172  |            | Campinas               | São Paulo          |
| 15442  | Luís Sérgio Santos          | MDB     | 26.128  |            | Santo André            | São Paulo          |
| 15954  | Francisco Dias              | MDB     | 25.982  |            | Baturité               | Ceará              |
| 15512  | Theodosina Rosário Ribeiro  | MDB     | 25.436  |            | Barretos               | São Paulo          |
| 15287  | Agenor Lino de Matos        | MDB     | 25.400  |            | Ipaussu                | São Paulo          |
| 15922  | Edson Adalberto Real        | MDB     | 24.740  |            | Santo André            | São Paulo          |
| 15646  | Milton José Baldochi        | MDB     | 24.572  |            | São José da Bela Vista | São Paulo          |
| 15275  | Doreto Campanari            | MDB     | 24.315  |            | Marília                | São Paulo          |
| 15311  | Goro Hama                   | MDB     | 24.179  |            | São Paulo              | São Paulo          |